# Schöne Leycesterie
Die Schöne Leycesterie (Leycesteria formosa), auch Karamellbeere, ist ein Strauch aus der Familie der Geißblattgewächse (Caprifoliaceae) mit 4 bis 13 Zentimeter langen Blattspreiten, weißen bis rosafarbenen Blütenständen und roten Beeren. Das natürliche Verbreitungsgebiet der Art liegt in China, auf dem Indischen Subkontinent und in Indochina. In Teilen Europas und Australiens wurde die Art eingebürgert. Sie wird wegen der hübschen Blüten und des bemerkenswerten Fruchtschmucks häufig als Zierstrauch verwendet.

## Beschreibung

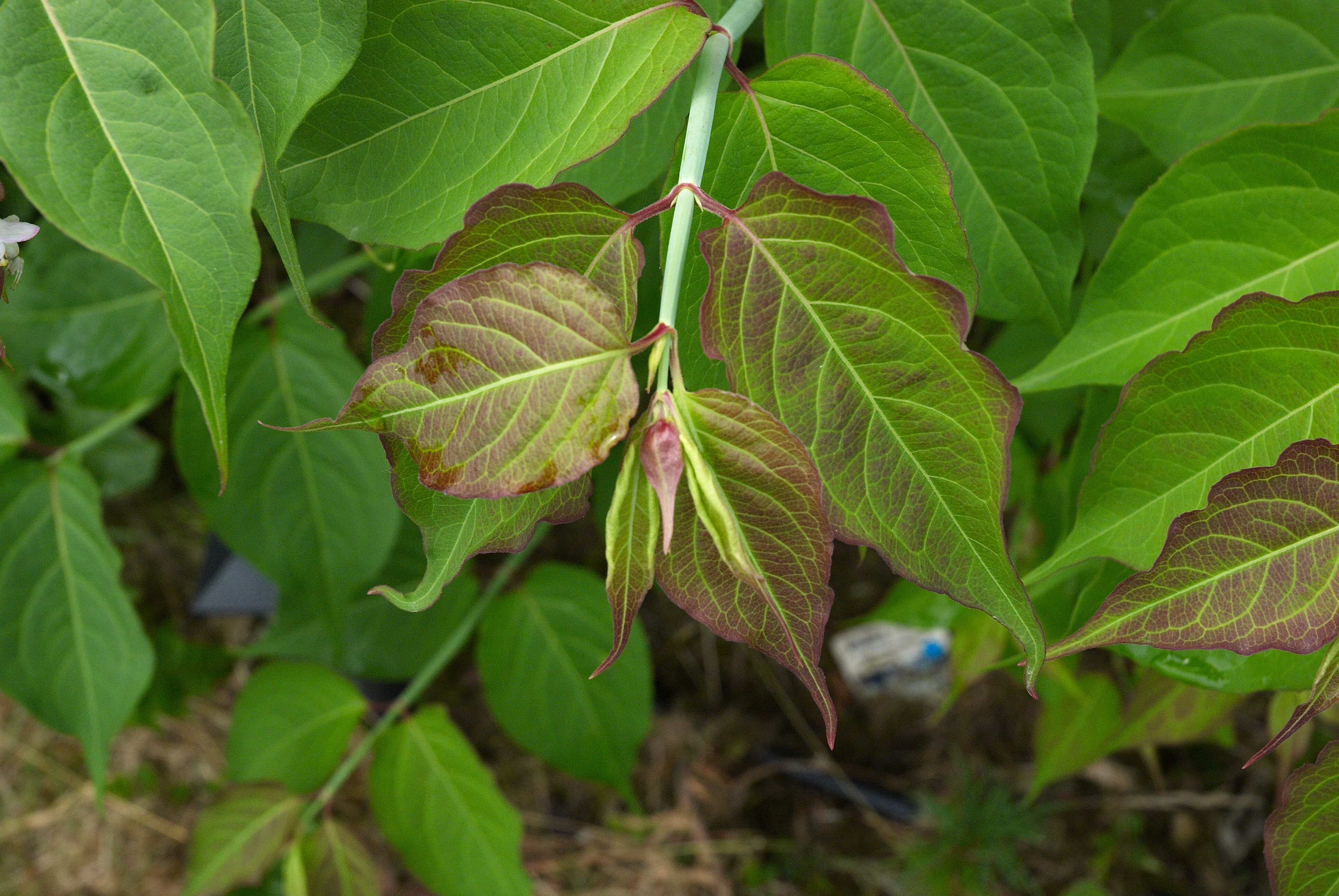
Blätter

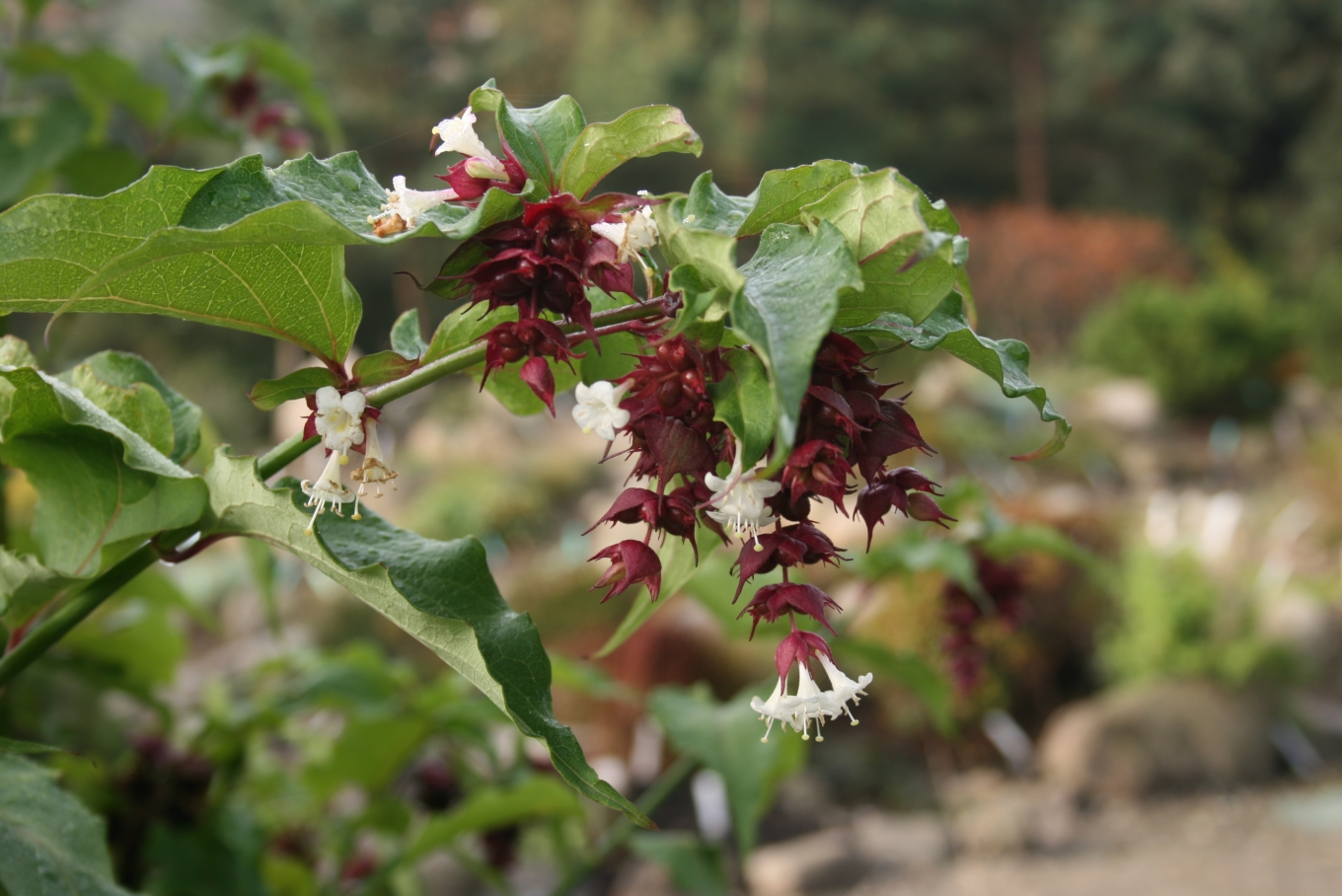
Blüten

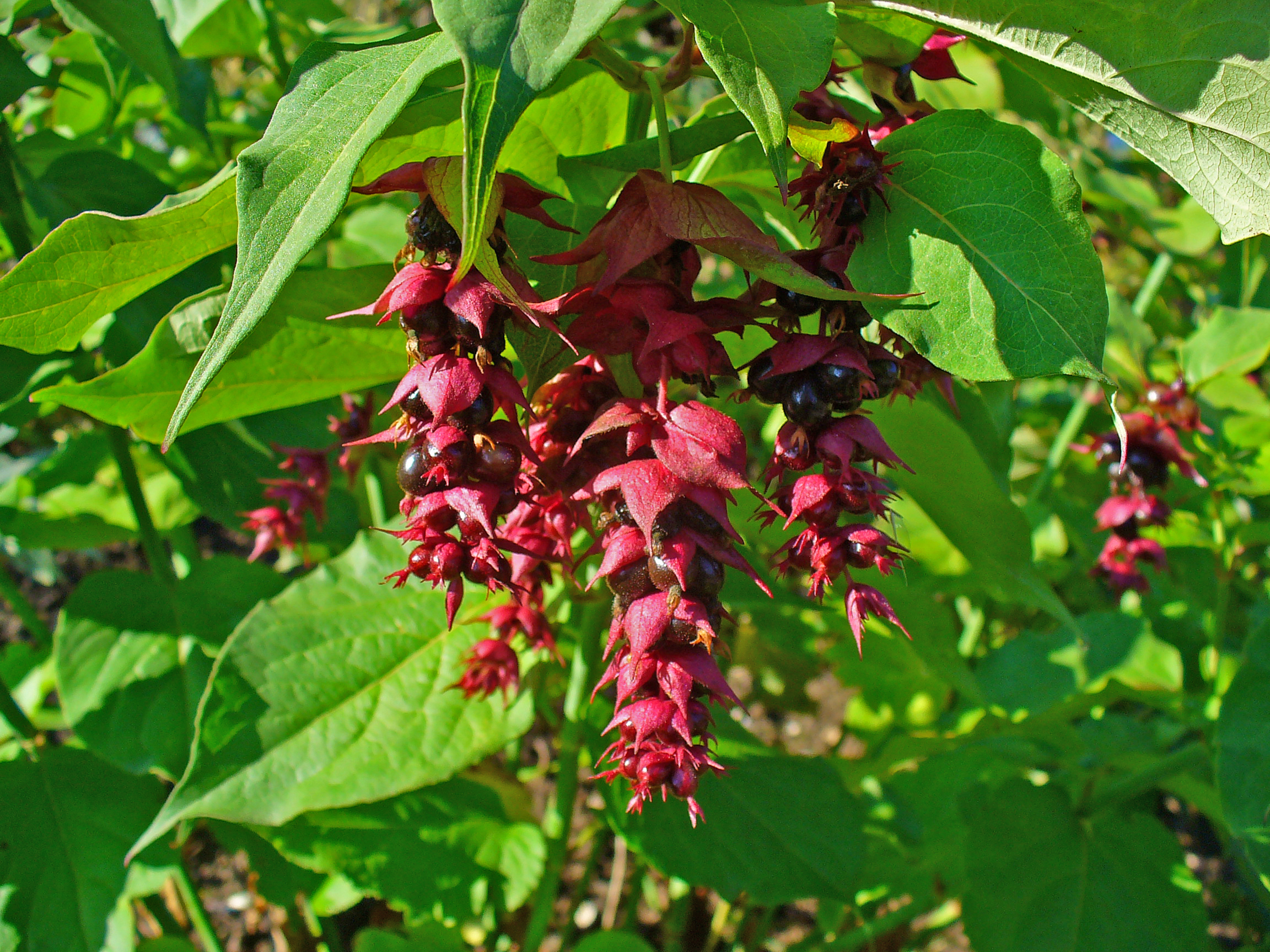
Fruchtstände und Blätter

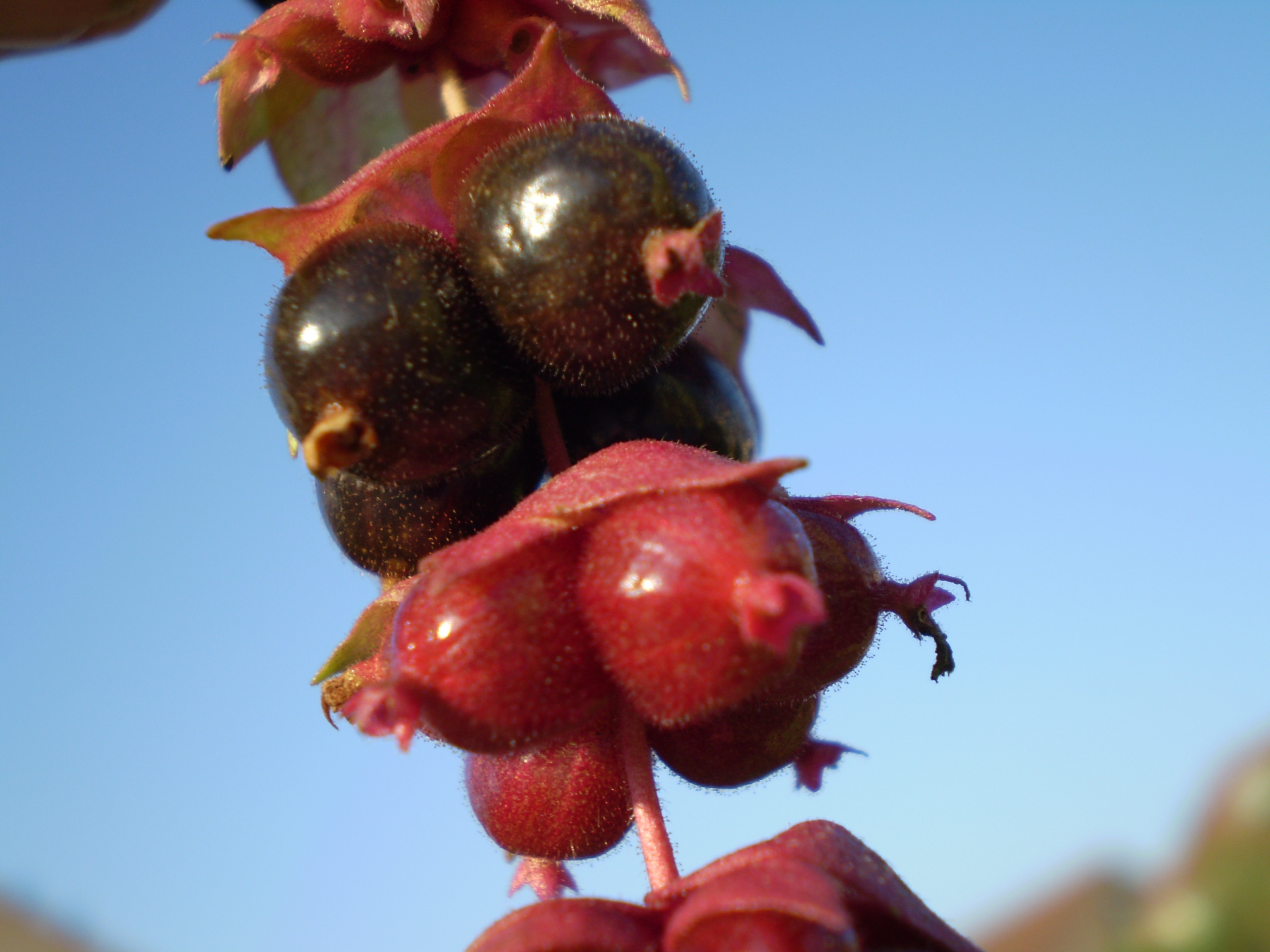
Früchte

Die Schöne Leycesterie ist ein 1 bis 5 Meter hoher, aufrechter Strauch mit hohlen Ästen und angedrückt behaarten oder manchmal drüsig behaarten, grünen und anfangs bereiften Zweigen. 
Die Laubblätter haben einen 5 bis 15 Millimeter langen, angedrückt behaarten oder manchmal drüsig behaarten Stiel. Die Blattspreite ist eiförmig bis lanzettlich, 4 bis 13 Zentimeter lang und 2 bis 6 Zentimeter breit, zugespitzt bis geschwänzt, mit keilförmiger bis beinahe herzförmiger Basis und einem ganzrandigen oder gezähnten, manchmal auch unregelmäßig und ungleich gezähnten Blattrand. Beide Seiten sind kahl oder spärlich angedrückt behaart.
Die Blütenstände erreichen Längen von 3 bis 10 Zentimetern und wachsen endständig oder in den Achseln von 1,5 bis 3,5 Zentimeter langen, purpurvioletten Tragblättern. Sie sind aus einem bis zehn Wirteln zu je zwei gegenüberstehenden, von Tragblättern eingehüllten, dreiblütigen Zymen zusammengesetzt. Die Kelchblätter sind an der Basis, selten bis zur Mitte zusammengewachsen und ebenfalls angedrückt oder manchmal drüsig behaart. Die kleinen Kelchzipfel sind lanzettlich bis linealisch, manchmal dreieckig und 1 bis 9 Millimeter lang. Die Blütenkrone ist weiß bis rosafarben, manchmal purpurn, trichterförmig, 1,2 bis 1,8 Zentimeter lang und außen behaart. Die Kronlappen sind rundlich-eiförmig und etwa 5 Millimeter lang. Die Staubblätter sind etwas kürzer bis gleich lang wie die Kronblätter. Der fünffächrige, unterständige Fruchtknoten etwas unterhalb des Kelchs, ist länglich, 3 bis 4 Millimeter lang und dicht drüsenhaarig. Der lange Griffel ist kahl und steht etwas über die Kronblätter hinaus. 
Als Früchte (Scheinfrucht) werden rote und später schwarzviolette, eiförmige bis beinahe runde, 5 bis 7 Millimeter durchmessende, glänzende, drüsenhaarige Beeren mit erhaltenem Blütenkelch gebildet. Die zahlreichen glänzenden Samen sind bräunlich, elliptisch bis länglich, etwas zusammengedrückt und etwa 1 Millimeter lang. Die Schöne Leycesterie blüht selten ab Mai, meist von Juni bis September, die Früchte reifen ab August, meist von September bis Oktober.
Die Chromosomenzahl beträgt 2n=18.

## Vorkommen und Standortansprüche
Das natürliche Verbreitungsgebiet liegt in China im Westen von Guizhou, im Westen von Sichuan, im Südwesten von Yunnan und im Süden Tibets; im Norden Indiens, in Nepal, Bhutan und im Nordosten Pakistans und im Norden von Myanmar. Auf den Azoren, in Australien, auf Neuseeland und Großbritannien und im Süden Europas wurde die Art eingebürgert. Die Schöne Leycesterie wächst in Wäldern, an Waldrändern und in Gebüschen, in China in Höhen von 110 bis 3500 Metern auf frischen, schwach sauren bis schwach alkalischen, sandig-lehmigen bis lehmigen, mäßig nährstoffreichen Böden an sonnigheißen Standorten. Die Art ist frostempfindlich.

## Systematik
Die Schöne Leycesterie (Leycesteria formosa) ist eine Art aus der Gattung der Leycesterien (Leycesteria). Diese wird in der Familie der Geißblattgewächse (Caprifoliaceae) der Unterfamilie Caprifolioideae zugeordnet. Die Art wurde 1824 von Nathanael Wallich erstmals wissenschaftlich beschrieben. Der Gattungsname Leycesteria erinnert an William Leycester (1775–1831), einen britischen Oberrichter in Indien und Förderer der Botanik. Das Artepitheton formosa stammt aus dem Lateinischen und bedeutet „schön gestaltet“ oder „schön“.

## Verwendung
Die Schöne Leycesterie wird häufig aufgrund ihrer dekorativen Blüten und des bemerkenswerten Fruchtschmucks als Zierstrauch verwendet.
Die Früchte sind essbar.